# Bata Illic
Bata Illic (Belgrado, 30 september 1939) is een Duitstalige schlagerzanger uit het voormalige Joegoslavië.

## Carrière
Illic was de zoon van een belastingambtenaar. Na school studeerde hij filologie, Engels en Italiaans, waarna hij als leraar ging werken. In de tussentijd maakte hij kennis met de muzikant Andreas Triphan, met wie hij samen een band formeerde onder de naam Bata Illic & Band, waarin hij als drummer speelde. In 1961 scheidden zich hun wegen.
Na een optreden in de Amerikaanse ambassade in Belgrado kregen Illic en zijn band Grandpa’s Whites in 1963 een contract aangeboden voor de Amerikaanse club Twister in Bad Kissingen, waarna meerdere verplichtingen volgden in Bad Hersfeld, Poppenburg, Fulda en West-Berlijn. In datzelfde jaar huwde hij zijn Olga, met wie hij al 35 jaar in München woont.
Zijn eerste succesnummers in de hitparades van 1968 waren Mit verbundenen Augen en Schuhe, so schwer wie ein Stein. In 1972 kwam de grote doorbraak met Michaela in onder andere de ZDF-Hitparade. In de in 1973 uitgebrachte film Blau blüht der Enzian werd ook de single Solange ich lebe gepresenteerd. De daaropvolgende jaren ging het hem voor de wind als schlagerzanger. In het begin van de jaren 1980 werd het iets rustiger rond zijn persoon.
In de jaren 1990 werkte Illic aan een comeback. Hij treedt nu nog op in radio- en televisieprogramma’s met Duitstalige versies van liederen van Charles Aznavour, Adriano Celentano of Burt Bacharach, maar ook zijn oude hits komen aan bod. In januari 2008 was hij ook te zien in de uitzending Ich bin ein Star – Holt mich hier raus van RTL.

## Discografie

### Singles
- 1967: Die Welt ist voller Liebe
- 1967: Was wird Morgen sein
- 1968: Mit verbundenen Augen
- 1969: Die Liebe kommt am Abend
- 1969: Schließ deine Augen und schau in mein Herz
- 1970: Candida
- 1970: Schuhe so schwer wie Stein
- 1970: Wo Liebe ist, da ist auch ein Weg
- 1971: Ein Herz steht nie still
- 1971: Judy, I Love You
- 1972: Mädchen, wenn du einsam bist
- 1972: Michaela
- 1973: Hey Little Girl
- 1973: Komm auf das Schiff meiner Träume
- 1973: Schwarze Madonna
- 1973: So war ich noch nie verliebt
- 1973: Solange ich lebe
- 1974: Auf der Straße der Sehnsucht
- 1974: Ein Souvenir von Marie-Antoinette
- 1975: Du bist eine unter vielen
- 1975: Ich hab noch Sand in den Schuhen aus Hawaii
- 1975: Mädchen mit den traurigen Augen
- 1976: Donna Carmela Gonzales
- 1976: Ich möcht' der Knopf an deiner Bluse sein
- 1977: Hey Girl, blondes Mädchen
- 1977: Malaika
- 1977: Mit meiner Balalaika war ich der König auf Jamaika
- 1978: Amor, Amor, Amor
- 1979: Oh Kleopatra
- 1980: Abenteuer mit Fräulein Obermeier
- 1982: Malinconia
- 1992: Wo weiße Rosen blüh'n
- 1997: Bitte, melde Dich
- 1998: Hit Mix '98
- 2000: Das Finanzamt ist pleite
- 2002: Nicht für immer (aber ewig)
- 2003: Bella Isola
- 2003: Wenn Du lachst
- 2004: Nach jedem Abschied
- 2004: Was im Herzen ist
- 2005: Manchmal (...wär ich gern noch mal klein)
- 2006: Ich hab' noch Sand in den Schuhen von Hawaii
- 2007: Du bist mein schönstes Gefühl
- 2008: La Belle Epoque (promosingle)
- 2008: Sommer und du (promosingle)
- 2008: Tschewaptschitschi (downloadsingle)
- 2008: Wie ein Liebeslied (& Eike Immel)
- 2011: Isola bella
- 2013: Selbst ein Clown hat seine Tränen
- 2016: Da war ein Engel

### Albums
- 1968: Die Welt ist voller Liebe
- 1971: Stimme der Sehnsucht
- 1972: Mädchen wenn Du einsam bist
- 1973: Solang ich lebe
- 1974: Schwarze Madonna
- 1975: Slawische Träume
- 1975: Ich hab noch Sand in den Schuhen aus Hawaii
- 1976: Mit den Augen der Liebe
- 1977: Bata Illic singt große Welterfolge
- 1977: Bata Illic
- 1987: Nur ein bißchen Zärtlichkeit
- 1988: Glückliche Stunden
- 1990: Ein bißchen Liebe
- 2008: Herzgeschichten
- 2008: Wie ein Liebeslied (officieel nieuw album)
- 2008: Ich möcht' der Knopf an Deiner Bluse sein – Das Beste vom Besten
- 2011: Wo die Sonne nie untergeht
- 2022: Goldene Zeiten